# Montferrand (Aude)
Pour les articles homonymes, voir Montferrand.
Montferrand  est une commune française située dans le nord-ouest du département de l'Aude, en région Occitanie.
Sur le plan historique et culturel, la commune fait partie du Lauragais, l'ancien « Pays de Cocagne », lié à la fois à la culture du pastel et à l’abondance des productions, et de « grenier à blé du Languedoc ». Exposée à un climat océanique altéré, elle est drainée par le canal du Midi, le Fresquel, la rigole du canal du Midi et par divers autres petits cours d'eau. La commune possède un patrimoine naturel remarquable composé d'une zone naturelle d'intérêt écologique, faunistique et floristique.
Montferrand est une commune rurale qui compte 648 habitants en 2022, après avoir connu une forte hausse de la population depuis 1975. Elle fait partie de l'aire d'attraction de Toulouse. Ses habitants sont appelés les Montferrandais et Montferrandaises.
Le patrimoine architectural de la commune comprend trois immeubles protégés au titre des monuments historiques : l'église Saint-Pierre, inscrite en 1948, le canal du Midi (Bassin de Naurouze, bief de partage des eaux et obélisque), inscrit en 1996, et les Vestiges archéologiques, classés en 1964.

## Géographie

### Localisation
Commune de l'aire urbaine de Toulouse située dans le Lauragais sur la rigole de la plaine en Pays Lauragais. C'est une commune limitrophe avec le département de la Haute-Garonne. C'est sur la commune que se trouve le seuil de Naurouze.

### Communes limitrophes
Montferrand est limitrophe de cinq autres communes dont une dans le département de la Haute-Garonne.
Les communes limitrophes sont  Airoux, Avignonet-Lauragais, Baraigne, Labastide-d'Anjou et Montmaur.
|                                     | Montmaur    |                   |
| Avignonet-Lauragais (Haute-Garonne) | Montferrand | Airoux            |
|                                     | Baraigne    | Labastide-d'Anjou |

### Lieux-dits et écarts
Saint-Pierre-d'Alzonne (Elusiodunum Ier siècle av. J.-C., Mansio Elusione IVe siècle, Eluso IVe siècle) dont le nom est une corruption par l'hydronyme Alzonne d'une racine préceltique Elus- de sens obscur (cf. Eauze, ancienne Elusa.

### Géologie et relief
La superficie de la commune est de 1 793 hectares ; son altitude varie de 186  à   301 mètres.

### Voies de communication et transports
Accès avec l'autoroute A 61 et les routes départementales D 6113 (ex-RN 113) et la D 218 ainsi qu'avec la via Tolosana, le canal du Midi et la voie verte du canal du Midi en Haute-Garonne.
La commune est desservie par la ligne 350 du réseau liO.

### Hydrographie
La commune est pour partie dans le bassin de la Garonne, au sein du bassin hydrographique Adour-Garonne, et pour partie dans la région hydrographique « Côtiers méditerranéens », au sein du bassin hydrographique Rhône-Méditerranée-Corse. Elle est drainée par le canal du Midi, le Fresquel, la rigole du canal du Midi, la Cantarane et par deux petits cours d'eau, qui constituent un réseau hydrographique de 17 km de longueur totale,.
Le canal du Midi, d'une longueur totale de 239,8 km, est un canal de navigation à bief de partage qui relie Toulouse à la mer Méditerranée depuis le xviie siècle.
Le Fresquel, d'une longueur totale de 63 km, prend sa source dans la commune de Baraigne et s'écoule d'ouest en est. Il traverse la commune et se jette dans l'Aude à Carcassonne, après avoir traversé 22 communes.
La rigole du canal du Midi, d'une longueur totale de 27 km, prend sa source dans la commune de Saint-Félix-Lauragais et s'écoule du nord-est au sud-ouest. Elle traverse la commune et se jette dans le canal du Midi sur le territoire communal, après avoir traversé 7 communes.

### Climat
Pour des articles plus généraux, voir Climat de l'Occitanie et Climat de l'Aude.
En 2010, le climat de la commune est de type climat du Bassin du Sud-Ouest, selon une étude s'appuyant sur une série de données couvrant la période 1971-2000. En 2020, Météo-France publie une typologie des climats de la France métropolitaine dans laquelle la commune est exposée à un climat océanique altéré et est dans la région climatique Aquitaine, Gascogne, caractérisée par une pluviométrie abondante au printemps, modérée en automne, un faible ensoleillement au printemps, un été chaud (19,5 °C), des vents faibles, des brouillards fréquents en automne et en hiver et des orages fréquents en été (15 à 20 jours).
Pour la période 1971-2000, la température annuelle moyenne est de 13,1 °C, avec une amplitude thermique annuelle de 15,8 °C. Le cumul annuel moyen de précipitations est de 769 mm, avec 9,8 jours de précipitations en janvier et 5,2 jours en juillet. Pour la période 1991-2020, la température moyenne annuelle observée sur la station météorologique installée sur la commune est de 13,7 °C et le cumul annuel moyen de précipitations est de 758,8 mm,. Pour l'avenir, les paramètres climatiques de la commune estimés pour 2050 selon différents scénarios d'émission de gaz à effet de serre sont consultables sur un site dédié publié par Météo-France en novembre 2022.
| Mois                                  | jan.            | fév.            | mars          | avril         | mai           | juin          | jui.          | août          | sep.          | oct.            | nov.          | déc.            | année     |
| ------------------------------------- | --------------- | --------------- | ------------- | ------------- | ------------- | ------------- | ------------- | ------------- | ------------- | --------------- | ------------- | --------------- | --------- |
| Température minimale moyenne (°C)     | 3               | 3,1             | 5,1           | 7             | 11,1          | 14,1          | 15,9          | 16,4          | 13,1          | 10,7            | 5,8           | 3,5             | 9,1       |
| Température moyenne (°C)              | 6,2             | 7               | 9,9           | 12            | 16,2          | 19,8          | 22,1          | 22,5          | 18,6          | 14,8            | 9,3           | 6,4             | 13,7      |
| Température maximale moyenne (°C)     | 9,3             | 11              | 14,7          | 17            | 21,4          | 25,5          | 28,4          | 28,6          | 24,2          | 18,8            | 12,7          | 9,3             | 18,4      |
| Record de froid (°C) date du record   | −19 16.01.1985  | −13 10.02.1986  | −9 01.03.05   | −3 14.04.1986 | −2 01.05.1976 | 4 07.06.1984  | 7 18.07.1984  | 5 31.08.1986  | 2 19.09.1977  | −2 25.10.03     | −8 23.11.1988 | −12 31.12.1970  | −19 1985  |
| Record de chaleur (°C) date du record | 19,5 25.01.1995 | 22,5 15.02.1998 | 27 21.03.1990 | 28,5 25.04.02 | 34,7 30.05.01 | 38,1 21.06.03 | 39 22.07.1990 | 41,3 12.08.03 | 34,2 05.09.06 | 29,5 01.10.1997 | 24 01.11.1970 | 21,2 18.12.1989 | 41,3 2003 |
| Précipitations (mm)                   | 71              | 51,4            | 56,8          | 82,9          | 83,5          | 64,3          | 48,7          | 49,3          | 53,5          | 64,4            | 72,3          | 60,7            | 758,8     |

### Milieux naturels et biodiversité

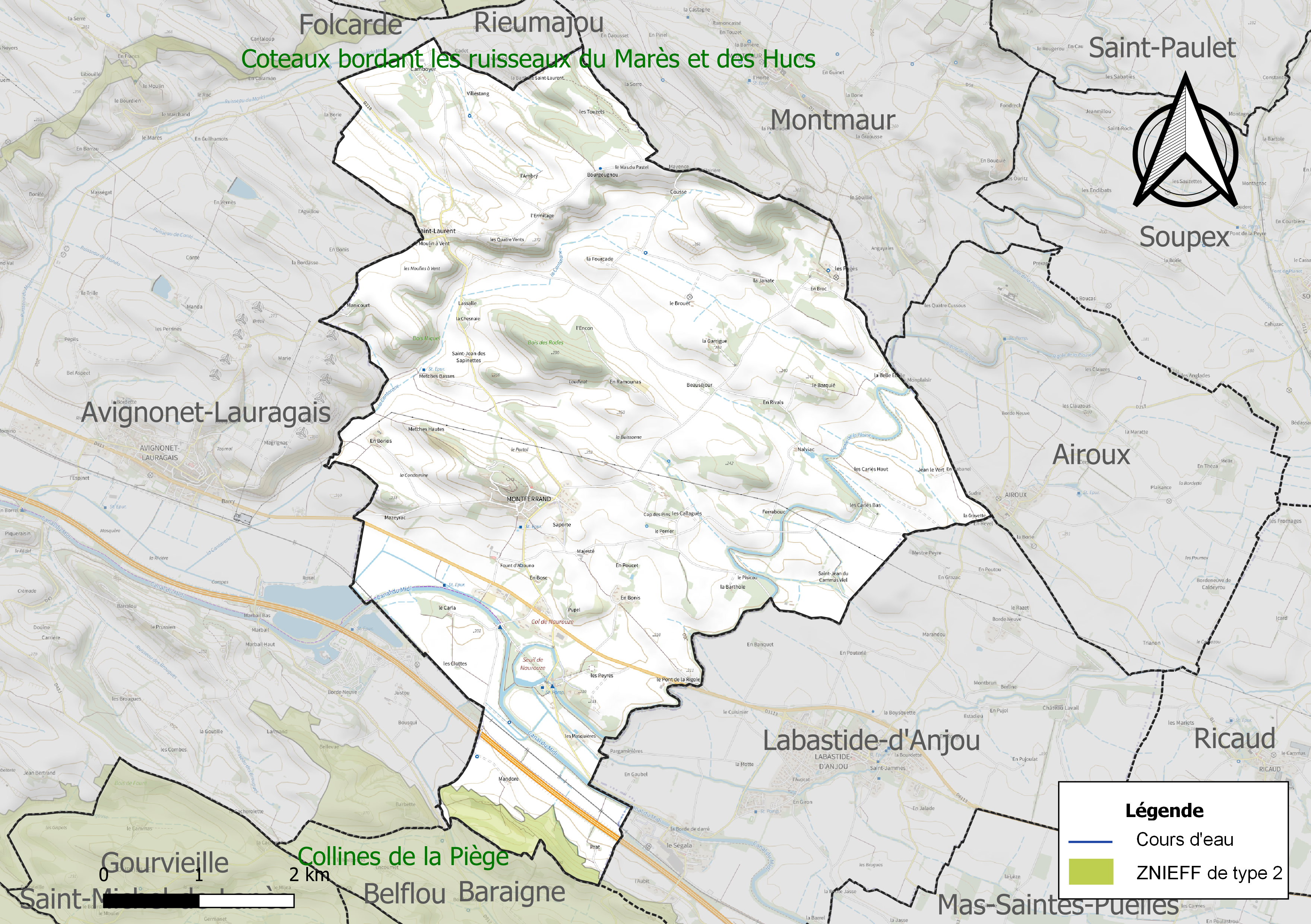
Carte de la ZNIEFF de type 2 localisée sur la commune.

L’inventaire des zones naturelles d'intérêt écologique, faunistique et floristique (ZNIEFF) a pour objectif de réaliser une couverture des zones les plus intéressantes sur le plan écologique, essentiellement dans la perspective d’améliorer la connaissance du patrimoine naturel national et de fournir aux différents décideurs un outil d’aide à la prise en compte de l’environnement dans l’aménagement du territoire.
Une ZNIEFF de type 2 est recensée sur la commune :
les « collines de la Piège » (27 918 ha), couvrant 40 communes dont 38 dans l'Aude et 2 dans la Haute-Garonne.

## Urbanisme

### Typologie
Au 1er janvier 2024, Montferrand est catégorisée commune rurale à habitat dispersé, selon la nouvelle grille communale de densité à 7 niveaux définie par l'Insee en 2022.
Elle est située hors unité urbaine. Par ailleurs la commune fait partie de l'aire d'attraction de Toulouse, dont elle est une commune de la couronne,. Cette aire, qui regroupe 527 communes, est catégorisée dans les aires de 700 000 habitants ou plus (hors Paris),.

### Occupation des sols
L'occupation des sols de la commune, telle qu'elle ressort de la base de données européenne d’occupation biophysique des sols Corine Land Cover (CLC), est marquée par l'importance des territoires agricoles (96,8 % en 2018), une proportion sensiblement équivalente à celle de 1990 (96,9 %). La répartition détaillée en 2018 est la suivante : 
terres arables (90,9 %), zones agricoles hétérogènes (5,9 %), forêts (3,1 %). L'évolution de l’occupation des sols de la commune et de ses infrastructures peut être observée sur les différentes représentations cartographiques du territoire : la carte de Cassini (XVIIIe siècle), la carte d'état-major (1820-1866) et les cartes ou photos aériennes de l'IGN pour la période actuelle (1950 à aujourd'hui).

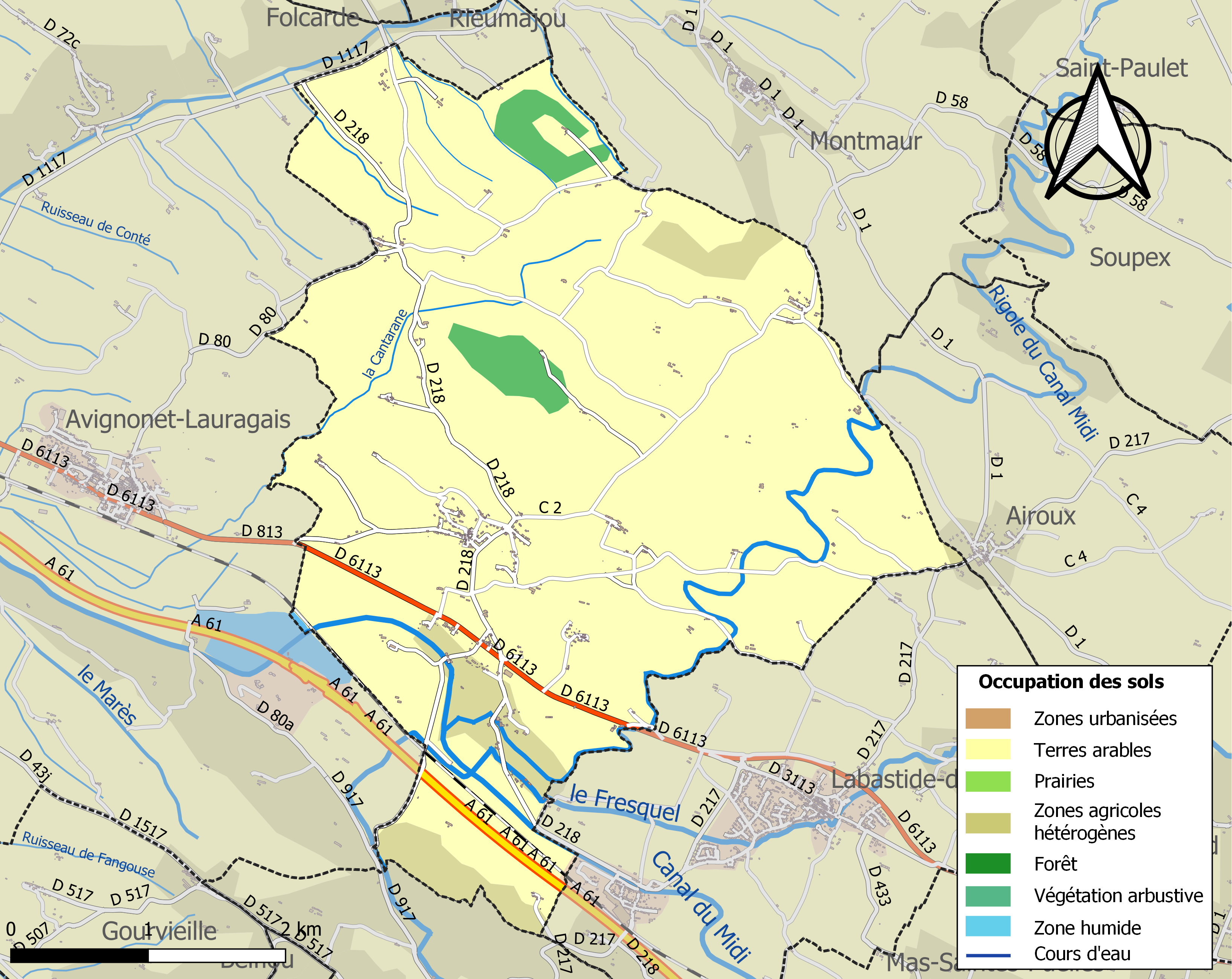
Carte des infrastructures et de l'occupation des sols de la commune en 2018 (CLC).

### Risques majeurs
Le territoire de la commune de Montferrand est vulnérable à différents aléas naturels : météorologiques (tempête, orage, neige, grand froid, canicule ou sécheresse) et séisme (sismicité très faible). Il est également exposé à un risque technologique,  le transport de matières dangereuses. Un site publié par le BRGM permet d'évaluer simplement et rapidement les risques d'un bien localisé soit par son adresse soit par le numéro de sa parcelle.

#### Risques naturels

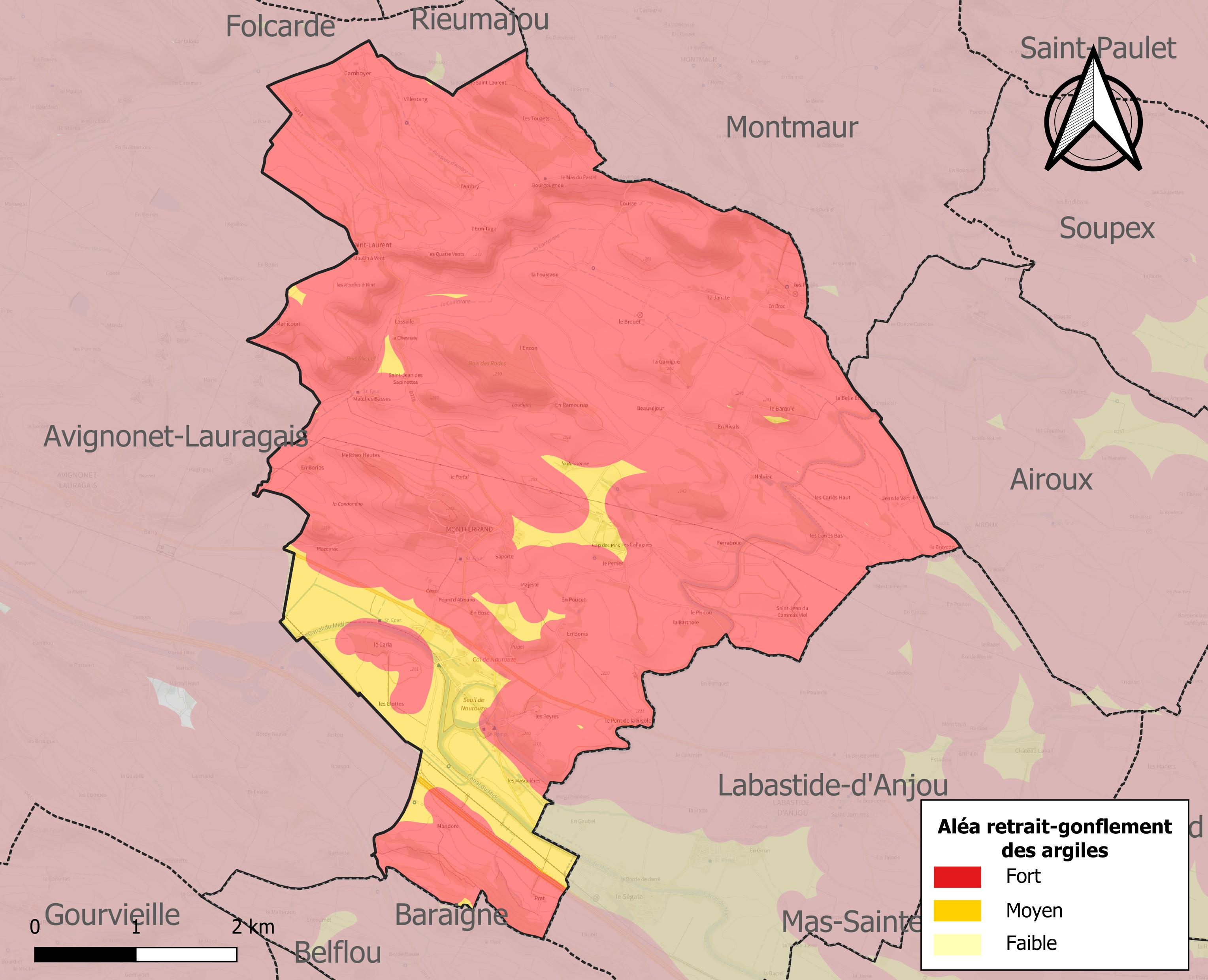
Carte des zones d'aléa retrait-gonflement des sols argileux de Montferrand.

Le retrait-gonflement des sols argileux est susceptible d'engendrer des dommages importants aux bâtiments en cas d’alternance de périodes de sécheresse et de pluie. La totalité de la commune est en aléa moyen ou fort (75,2 % au niveau départemental et 48,5 % au niveau national). Sur les 257 bâtiments dénombrés sur la commune en 2019, 257 sont en aléa moyen ou fort, soit 100 %, à comparer aux 94 % au niveau départemental et 54 % au niveau national. Une cartographie de l'exposition du territoire national au retrait gonflement des sols argileux est disponible sur le site du BRGM,.

#### Risques technologiques
Le risque de transport de matières dangereuses sur la commune est lié à sa traversée par une route à fort trafic et une ligne de chemin de fer. Un accident se produisant sur de telles infrastructures est en effet susceptible d’avoir des effets graves au bâti ou aux personnes jusqu’à 350 m, selon la nature du matériau transporté. Des dispositions d’urbanisme peuvent être préconisées en conséquence.

## Histoire
Montferrand correspond probablement à l'ancien carrefour routier du bourg gallo-romain d'Elesiodunum, cité par Cicéron dans son discours Pro Fonteio (69 av. J.-C.), où un des péages instauré par le gouverneur romain Fonteius collectait une taxe sur le vin exporté d'Italie vers la Gaule indépendante. Il est cité, sous le nom de Mansio Elusione, comme une des étapes du pèlerinage de Bordeaux à Jérusalem au IVe siècle. Sulpice Sévère y a résidé à la fin du siècle. Par la suite, l'insécurité a amené les habitants à déplacer leur habitat vers la hauteur qui a pris le nom de Montferrand.
Pendant la croisade des Albigeois, un siège (oc) y eut lieu en 1210.
Découvert en 1955 par un minotier, le complexe architectural et funéraire chrétien de l'Antiquité tardive et du haut Moyen Âge (IVe – VIIIe siècles après J.-C.) situé à Peyre Clouque est unique à ce jour dans le Lauragais.

## Politique et administration

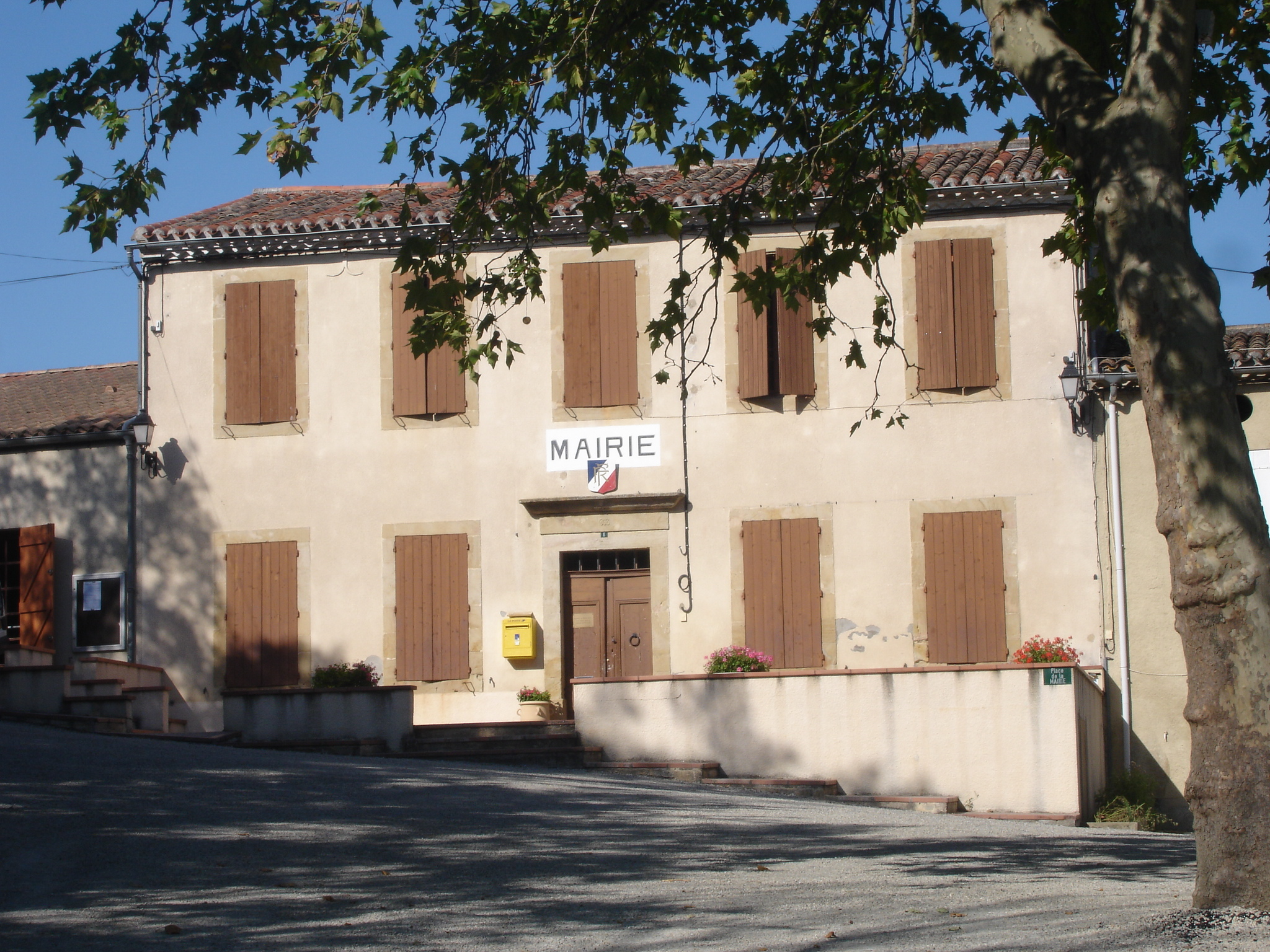
La mairie.

### Administration municipale
Le nombre d'habitants au recensement de 2011 étant compris entre 500 et 1 499 habitants, le nombre de membres du conseil municipal pour l'élection de 2014 est de quinze,.

### Rattachements administratifs et électoraux
Commune faisant partie de l'arrondissement de Carcassonne de la communauté de communes de Castelnaudary Lauragais Audois et du canton du Bassin chaurien (avant le redécoupage départemental de 2014, Montferrand faisait partie de l'ex-canton de Castelnaudary-Sud) et avant le 1er janvier 2017 elle faisait partie de la communauté de communes de Castelnaudary et du Bassin Lauragais.

### Liste des maires
| Période                                  | Période  | Identité          | Étiquette | Qualité                                                                                 |
| ---------------------------------------- | -------- | ----------------- | --------- | --------------------------------------------------------------------------------------- |
| mars 2001                                | En cours | Christophe Pradel | SE        | Agriculteur, vice-président de la Communauté de communes Castelnaudary Lauragais Audois |
| Les données manquantes sont à compléter. |          |                   |           |                                                                                         |

## Population et société

### Démographie
L'évolution du nombre d'habitants est connue à travers les recensements de la population effectués dans la commune depuis 1793. Pour les communes de moins de 10 000 habitants, une enquête de recensement portant sur toute la population est réalisée tous les cinq ans, les populations de référence des années intermédiaires étant quant à elles estimées par interpolation ou extrapolation. Pour la commune, le premier recensement exhaustif entrant dans le cadre du nouveau dispositif a été réalisé en 2004.

En 2022, la commune comptait 648 habitants, en évolution de +18,68 % par rapport à 2016 (Aude : +2,65 %, France hors Mayotte : +2,11 %).
| 1793 | 1800 | 1806 | 1821 | 1831 | 1836 | 1841 | 1846 | 1851 |
| ---- | ---- | ---- | ---- | ---- | ---- | ---- | ---- | ---- |
| 740  | 776  | 752  | 815  | 889  | 961  | 960  | 990  | 940  |

| 1856 | 1861 | 1866 | 1872 | 1876 | 1881 | 1886 | 1891 | 1896 |
| ---- | ---- | ---- | ---- | ---- | ---- | ---- | ---- | ---- |
| 962  | 974  | 863  | 830  | 792  | 710  | 730  | 608  | 640  |

| 1901 | 1906 | 1911 | 1921 | 1926 | 1931 | 1936 | 1946 | 1954 |
| ---- | ---- | ---- | ---- | ---- | ---- | ---- | ---- | ---- |
| 597  | 574  | 561  | 535  | 569  | 565  | 539  | 485  | 497  |

| 1962 | 1968 | 1975 | 1982 | 1990 | 1999 | 2004 | 2006 | 2009 |
| ---- | ---- | ---- | ---- | ---- | ---- | ---- | ---- | ---- |
| 480  | 438  | 395  | 352  | 356  | 410  | 459  | 467  | 496  |

| 2014 | 2019 | 2022 | - | - | - | - | - | - |
| ---- | ---- | ---- | - | - | - | - | - | - |
| 533  | 602  | 648  | - | - | - | - | - | - |

| selon la population municipale des années : | 1968 | 1975 | 1982 | 1990 | 1999 | 2006 | 2009 | 2013 |
| Rang de la commune dans le département      | 114  | 128  | 167  | 138  | 136  | 136  | 137  | 131  |
| Nombre de communes du département           | 439  | 436  | 435  | 437  | 438  | 438  | 438  | 438  |

## Économie

### Revenus
En 2018  (données Insee publiées en septembre 2021), la commune compte 213 ménages fiscaux, regroupant 544 personnes. La médiane du revenu disponible par unité de consommation est de 22 910 € (19 240 € dans le département).

### Emploi
| Division       | 2008   | 2013   | 2018   |
| -------------- | ------ | ------ | ------ |
| Commune        | 5,8 %  | 5 %    | 6,2 %  |
| Département    | 10,2 % | 12,8 % | 12,6 % |
| France entière | 8,3 %  | 10 %   | 10 %   |

En 2018, la population âgée de 15 à 64 ans s'élève à 346 personnes, parmi lesquelles on compte 82,9 % d'actifs (76,8 % ayant un emploi et 6,2 % de chômeurs) et 17,1 % d'inactifs,. Depuis 2008, le taux de chômage communal (au sens du recensement) des 15-64 ans est inférieur à celui de la France et du département.
La commune fait partie de la couronne de l'aire d'attraction de Toulouse, du fait qu'au moins 15 % des actifs travaillent dans le pôle,. Elle compte 93 emplois en 2018, contre 82 en 2013 et 74 en 2008. Le nombre d'actifs ayant un emploi résidant dans la commune est de 277, soit un indicateur de concentration d'emploi de 33,5 % et un taux d'activité parmi les 15 ans ou plus de 64,2 %.
Sur ces 277 actifs de 15 ans ou plus ayant un emploi, 70 travaillent dans la commune, soit 25 % des habitants. Pour se rendre au travail, 85,3 % des habitants utilisent un véhicule personnel ou de fonction à quatre roues, 5,6 % les transports en commun, 2,4 % s'y rendent en deux-roues, à vélo ou à pied et 6,6 % n'ont pas besoin de transport (travail au domicile).

### Activités hors agriculture

#### Secteurs d'activités
43 établissements sont implantés  à Montferrand au 31 décembre 2019. Le tableau ci-dessous en détaille le nombre par secteur d'activité et compare les ratios avec ceux du département,.
| Secteur d'activité                                                                                        | Commune | Commune | Département |
| Secteur d'activité                                                                                        | Nombre  | %       | %           |
| --- | ------- | ------- | ----------- |
| Ensemble                                                                                                  | 43      |         |             |
| Industrie manufacturière, industries extractives et autres                                                | 4       | 9,3 %   | (8,8 %)     |
| Construction                                                                                              | 7       | 16,3 %  | (14 %)      |
| Commerce de gros et de détail, transports, hébergement et restauration                                    | 14      | 32,6 %  | (32,3 %)    |
| Activités immobilières                                                                                    | 1       | 2,3 %   | (5,2 %)     |
| Activités spécialisées, scientifiques et techniques et activités de services administratifs et de soutien | 8       | 18,6 %  | (13,3 %)    |
| Administration publique, enseignement, santé humaine et action sociale                                    | 2       | 4,7 %   | (13,2 %)    |
| Autres activités de services                                                                              | 7       | 16,3 %  | (8,8 %)     |

Le secteur du commerce de gros et de détail, des transports, de l'hébergement et de la restauration est prépondérant sur la commune puisqu'il représente 32,6 % du nombre total d'établissements de la commune (14 sur les 43 entreprises implantées  à Montferrand), contre 32,3 % au niveau départemental.

#### Entreprises
Les deux entreprises ayant leur siège social sur le territoire communal qui génèrent le plus de chiffre d'affaires en 2020 sont : 
- Ateliers C, travaux de menuiserie bois et PVC (125 k€)
- SARL Cambouyer, production d'électricité (29 k€)

### Agriculture
La commune est dans le Lauragais, une petite région agricole occupant le nord-ouest du département de l'Aude,. En 2020, l'orientation technico-économique de l'agriculture  sur la commune est la culture de céréales et/ou d'oléoprotéagineuses.
|               | 1988 | 2000 | 2010 | 2020 |
| ------------- | ---- | ---- | ---- | ---- |
| Exploitations | 23   | 19   | 21   | 19   |
| SAU (ha)      | 970  | 1237 | 1266 | 1797 |

Le nombre d'exploitations agricoles en activité et ayant leur siège dans la commune est passé de 23 lors du recensement agricole de 1988  à 19 en 2000 puis à 21 en 2010 et enfin à 19 en 2020, soit une baisse de 17 % en 32 ans. Le même mouvement est observé à l'échelle du département qui a perdu pendant cette période 60 % de ses exploitations,. La surface agricole utilisée sur la commune a quant à elle augmenté, passant de 970 ha en 1988 à 1 797 ha en 2020. Parallèlement la surface agricole utilisée moyenne par exploitation a augmenté, passant de 42 à 95 ha.

### Enseignement
Montferrand fait partie de l'académie de Montpellier.

## Culture locale et patrimoine

### Lieux et monuments
- Vestiges archéologiques de Montferrand

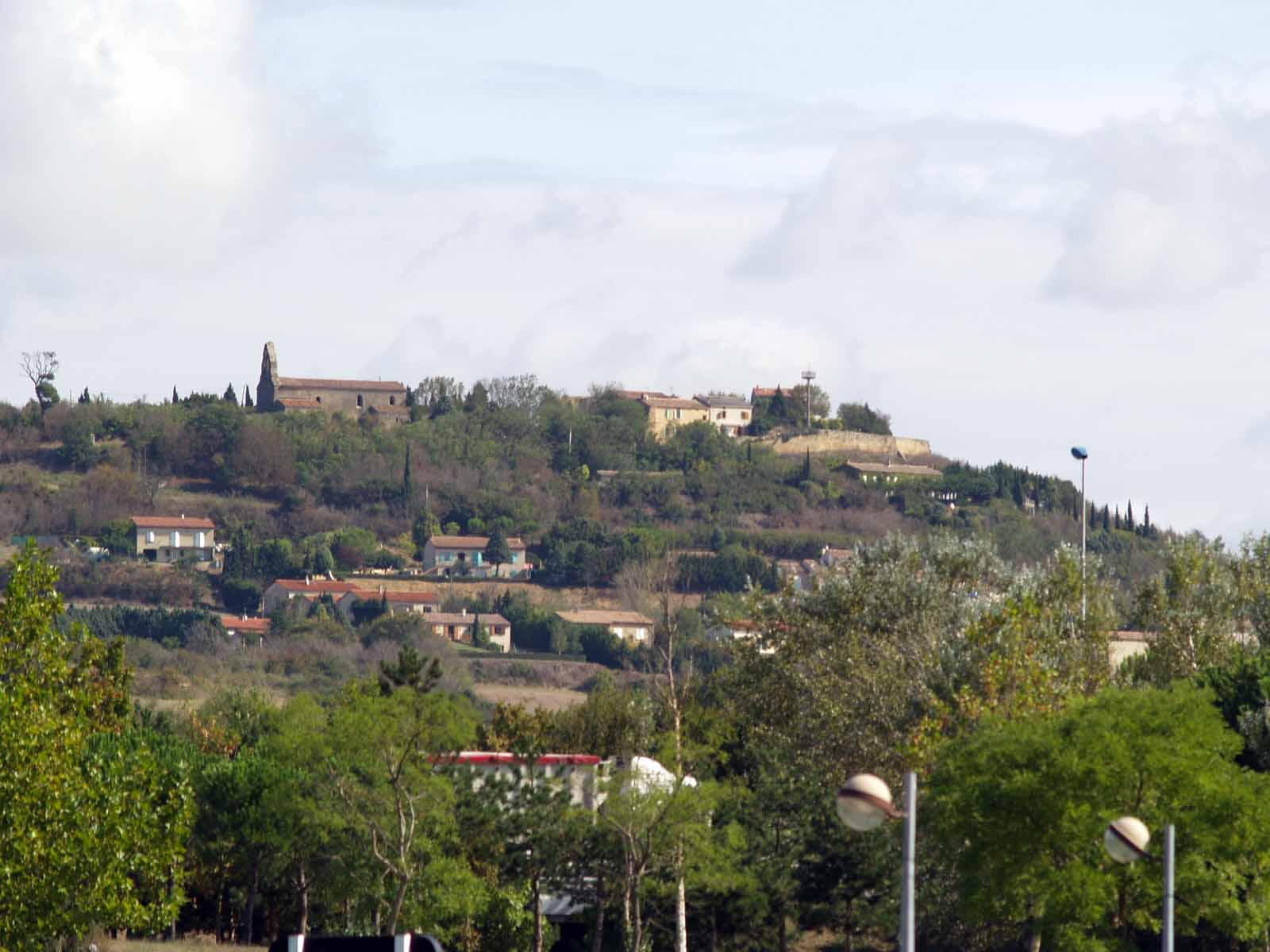
Seuil de Naurouze  - Vue générale depuis l'autoroute A61.
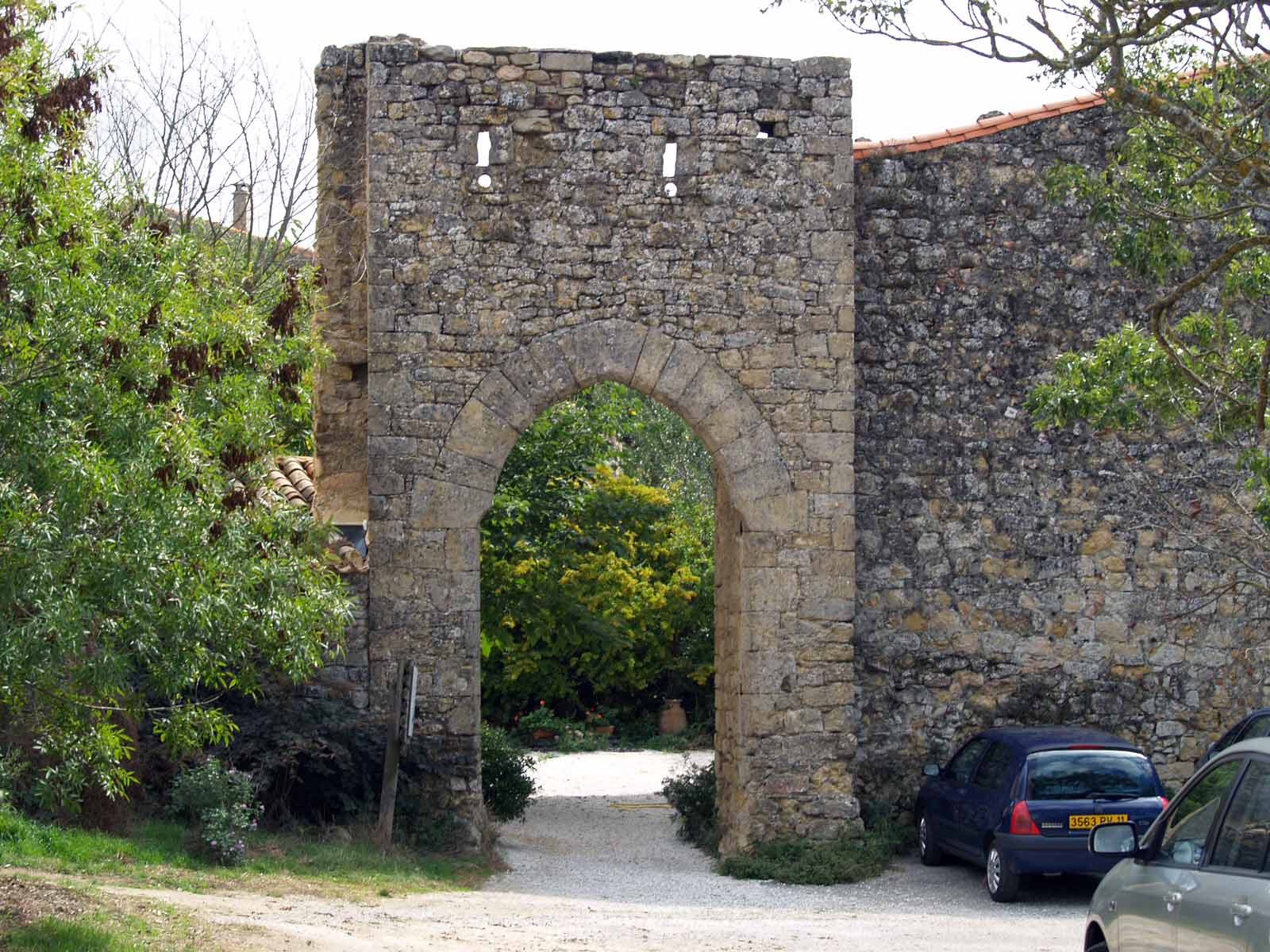
Porte fortifiée du XIVe siècle.
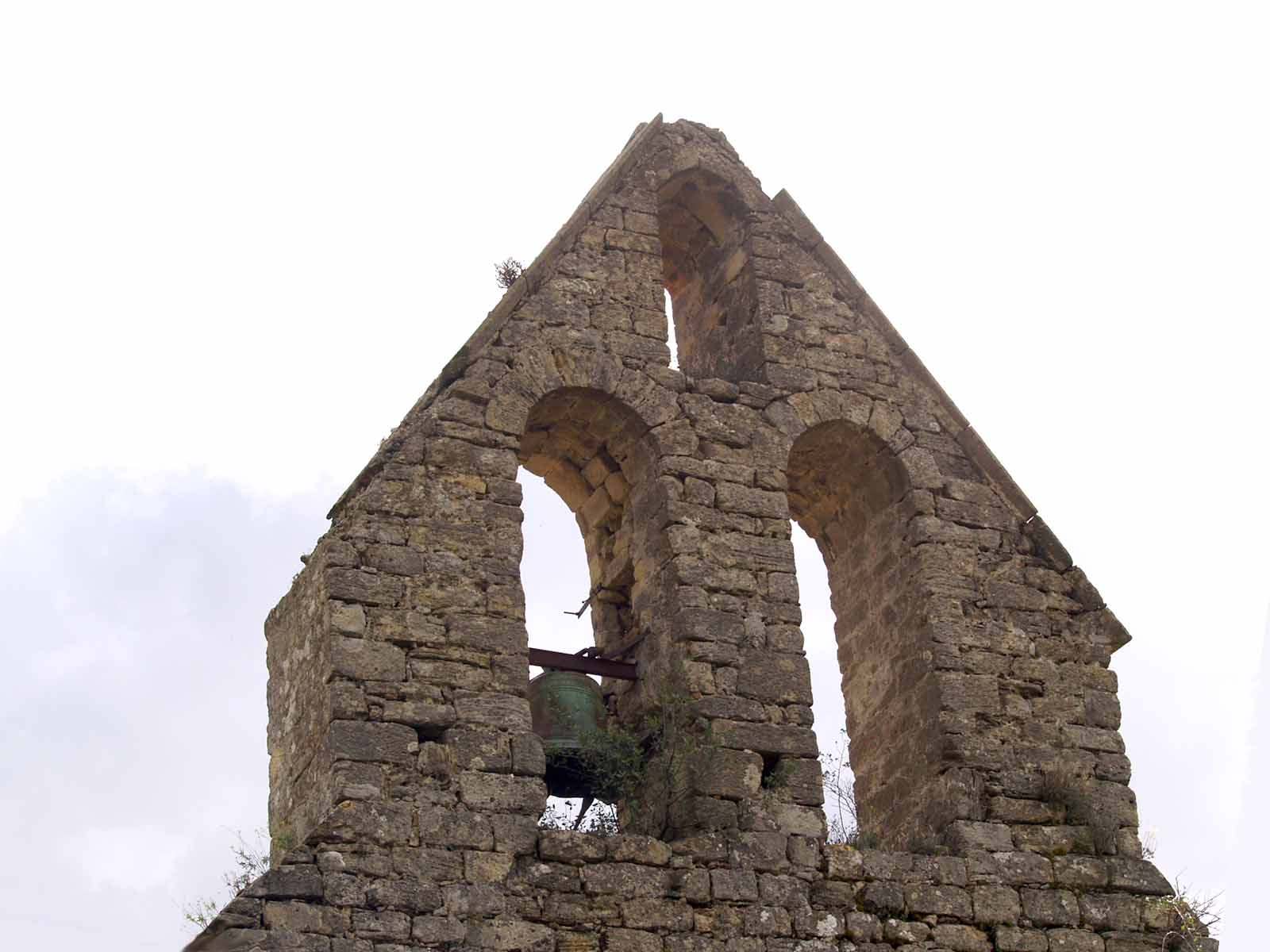
Clocher-mur de l’église Notre-Dame (XIVe siècle).
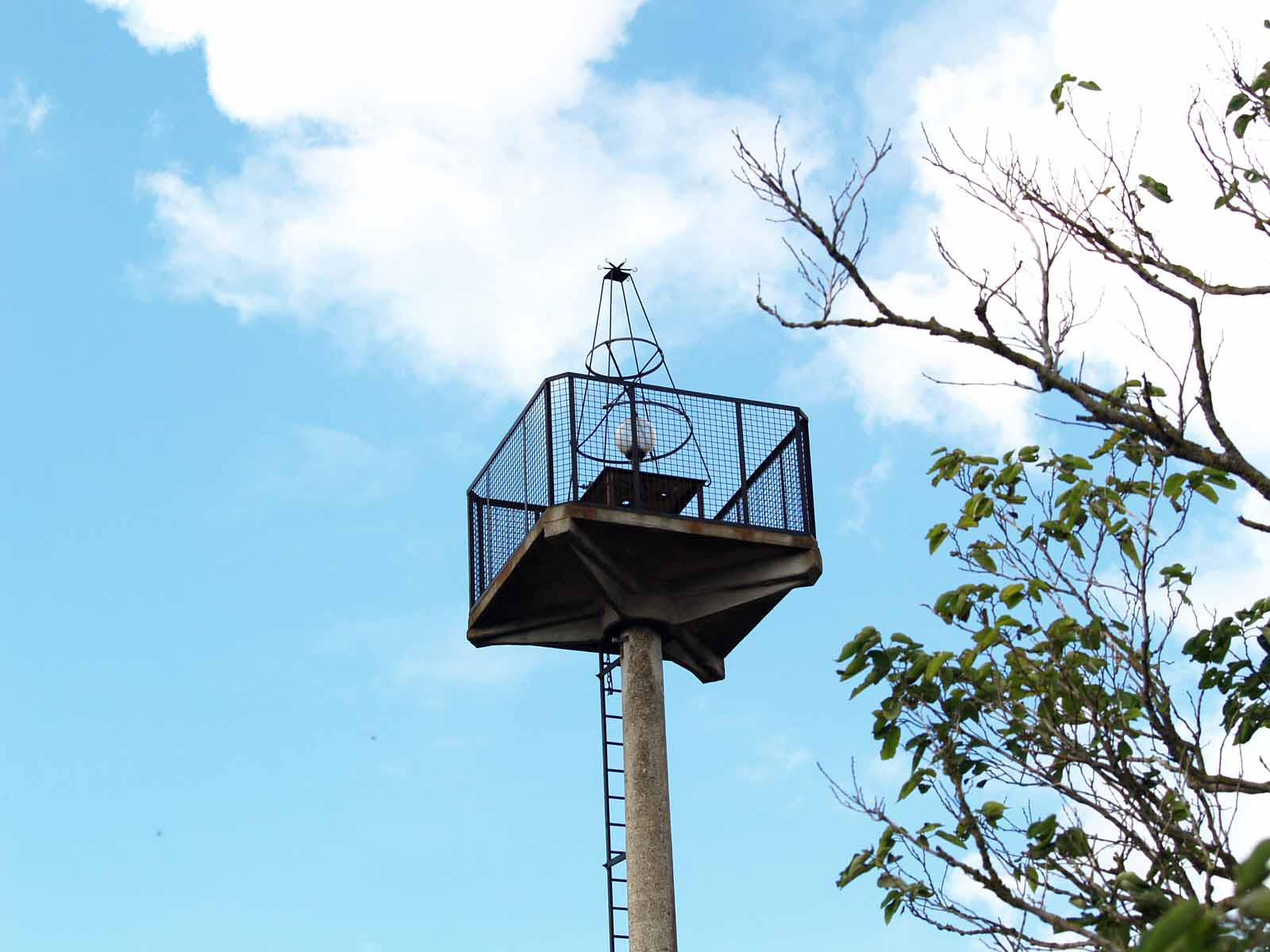
Phare aéronautique.
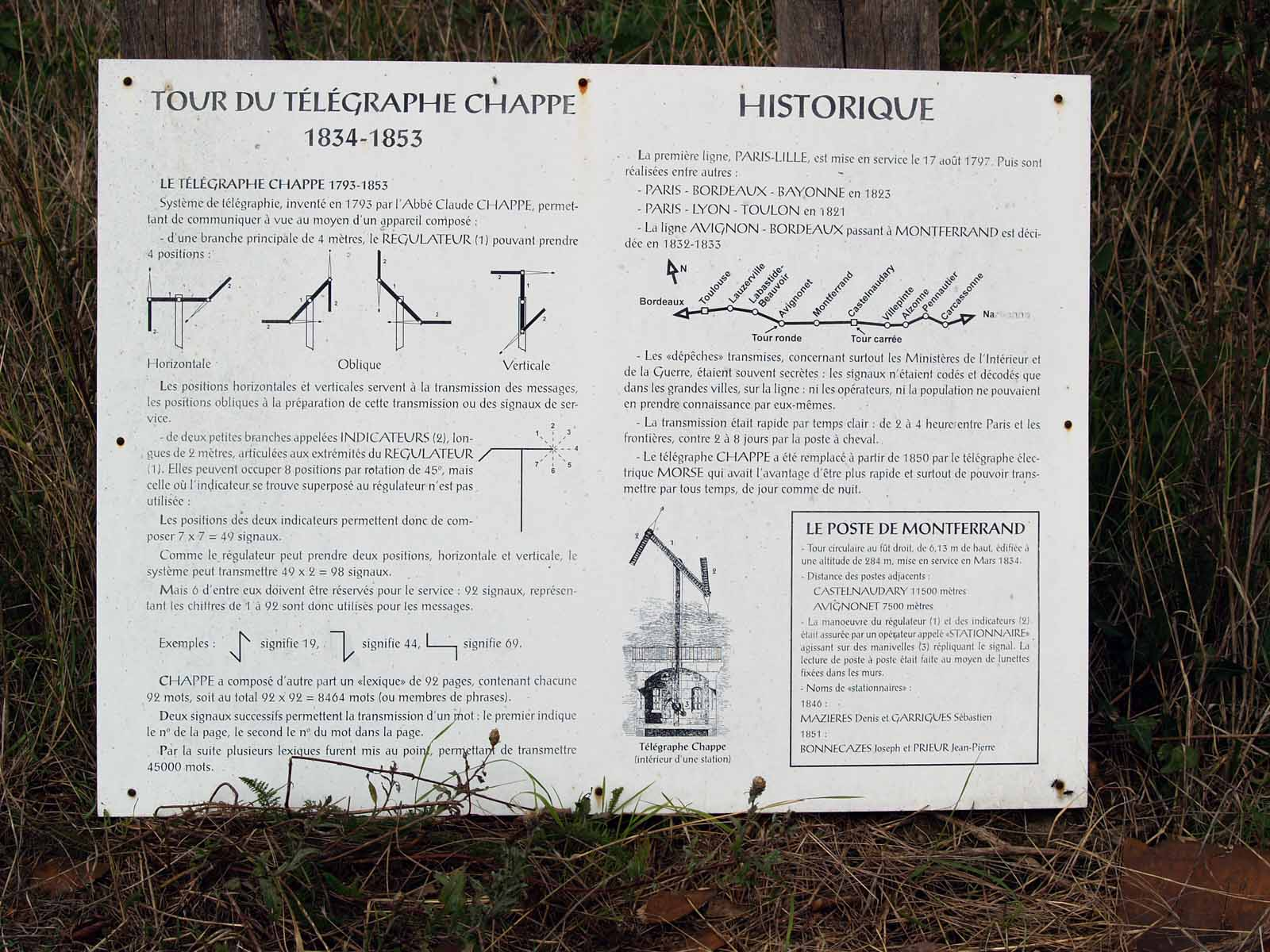
Explications du télégraphe Chappe.
  - Porte fortifiée du XIVe siècle.
  - Clocher-mur de l’église Notre-Dame (XIVe siècle).
  - Phare aéronautique.
  - Explications du télégraphe Chappe.
- Canal du Midi et écluse de l'Océan
- Croix discoïdale de Montferrand
- Église Saint-Pierre d'Alzonne. Le Chevet roman (sauf la fenêtre orientale) a été inscrit au titre des monuments historiques en 1948[43].
- Église Saint-Laurent de Saint-Laurent.
- Église Saints-Pierre-et-Paul de Montferrand.

### Héraldique
| Blason de Montferrand | Blason  | D'azur au monde d'or, au chef d'azur à trois fleurs de lys d'or. |
| Blason de Montferrand | Détails | Le statut officiel du blason reste à déterminer.                 |

## Pour approfondir